# Велика комета 1843 року

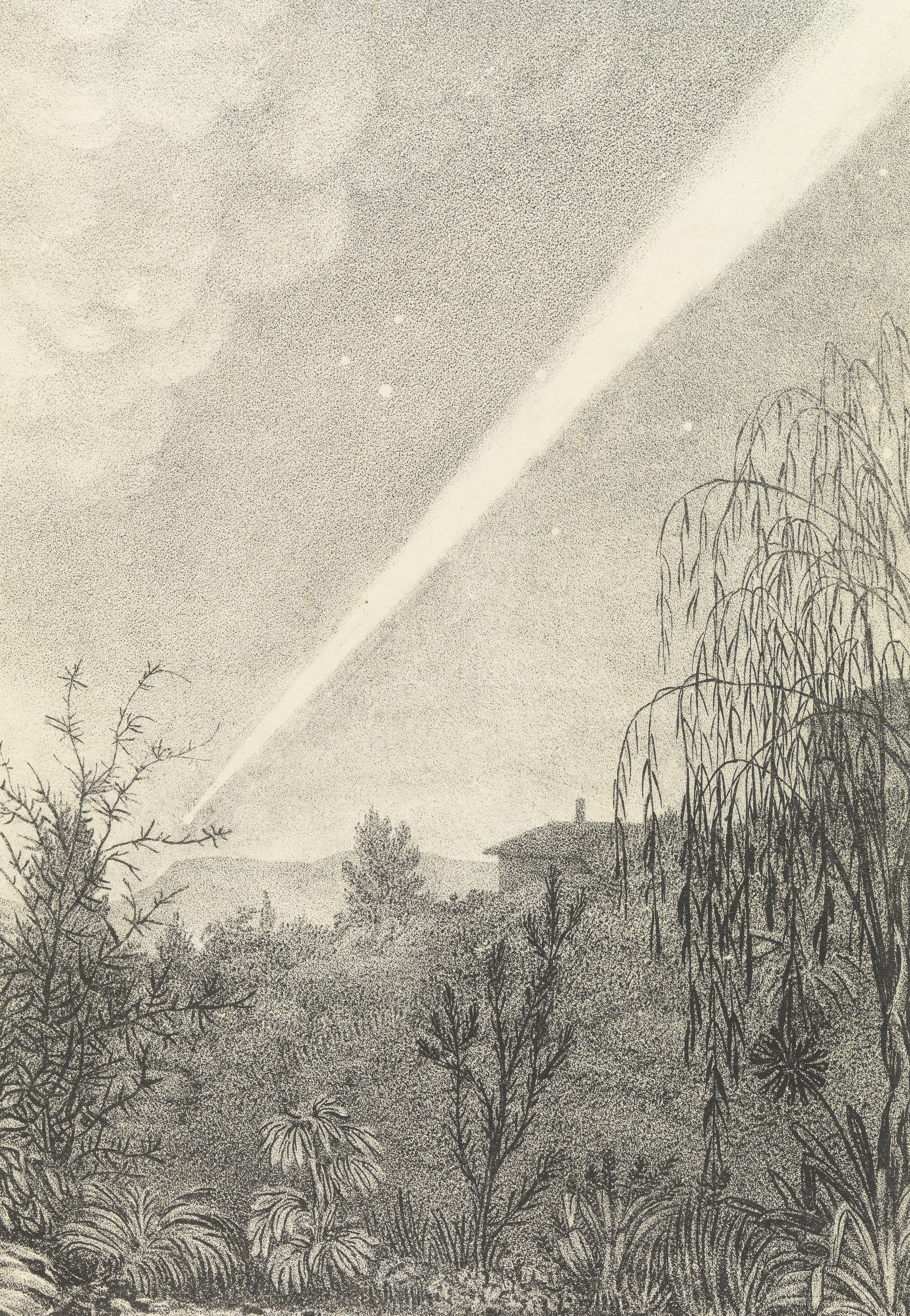
Велика березнева комета, видима в Австралії

Велика комета 1843 року, також відома як Велика березнева комета, офіційне позначення C/1843 D1 — велика комета, видима на Землі, переважно в південній півкулі, на початку 1843 року. Належить до родини присонячних комет Крейца.
Вперше комета виявлена 5 лютого 1843 року. У точці перигелію (найближчої відстані до Сонця) комета перебувала 27 лютого. До поверхні Сонця комета наблизилась на відстань близько 131 000 км. У цей час із Землі її бачили на відстані одного градуса від Сонця. У точці перигею (найближчої відстані до Землі) комета перебувала 6 березня. Востаннє комету спостерігали із Землі 29 квітня.
За оцінкою 2008 року, орбітальний період комети становить 654 ± 103 роки.